# Jean-Louis Barrat
Jean-Louis Barrat (* 1964) ist ein französischer theoretischer Physiker.
Barrat studierte an der École normale supérieure in Paris und wurde 1987 mit einer Dissertation in statistischer Physik an der Universität Paris VI promoviert. Im selben Jahr erhielt er die Agrégation in Physik. Nach dem Wehrdienst von 1987 bis 1988 forschte er bis 1994 für das CNRS an der École normale supérieure in Lyon. Außerdem war er als Post-Doktorand an der TU München (1988/89) und an der University of California, Santa Barbara (1990/91). 1993 habilitierte er sich an der Universität Lyon und wurde dort 1994 Professor mit voller Professur ab 1998 (ab 2007 classe exceptionelle). 2007 bis 2010 war er Direktor des Labors für die Physik kondensierter Materie. 2011 wurde er Professor an der Universität Grenoble und ab 2014 Direktor des Labors für interdisziplinäre Physik.
Er befasst sich mit chemischer Physik, Festkörperphysik und Physik kondensierter Materie (Deformation amorpher Materialien, glasartige Systeme, deren Anregung und Alterung, mechanische Eigenschaften glasförmiger Polymere, Wärmetransport in Flüssigkeiten auf der Nanoskala, Geschwindigkeitssprung an der Grenze Flüssigkeit/Festkörper).
1988/89 erhielt er den Humboldt-Forschungspreis und 1997 bis 2002 war er Junior-Mitglied des Institut Universitaire de France, sowie 2009 bis 2014 Senior-Mitglied. 2012 erhielt er die Silbermedaille des CNRS, 2007 die Palmes académiques und 2000 den Paul-Langevin-Preis. 2014 wurde er Fellow der American Physical Society. 2017 erhielt er den Grand prix du Groupe Français des Polymères. 

## Schriften (Auswahl)
- mit Jean-Pierre Hansen: Basic concepts for simple and complex fluids, Cambridge University Press 2003
- mit Jorge Kurchan, M. V. Feigelman, J. Dalibard (Hrsg.): Slow relaxations and nonequilibrium dynamics in condensed matter, Les Houches Lectures 77 (2002), Springer 2003
- mit L. Bocquet: Large slip effect at a nonwetting fluid-solid interface, Phys. Rev. Lett., Band 82, 1999, S. 4671
- mit Jean-François Joanny: Theory of polyelectrolyte solutions, Advances in Chemical Physics, Band 94, 1996, S. 1–66
- mit C. Cottin-Bizonne, L. Bocquet, E. Charlaix: Low-friction flows of liquid at nanopatterned interfaces, Nature Materials, Band 2, 2003, S. 237–240
- mit L. Bocquet: Flow boundary conditions from nano-to micro-scales, Soft Matter, Band 3, 2007, S. 685–693
- mit L. J. Lewis, P. Jensen: Melting, freezing, and coalescence of gold nanoclusters, Phys. Rev. B, Band 56, 1997, S. 2248
- mit L. Bocquet: Hydrodynamic boundary conditions, correlation functions, and Kubo relations for confined fluids, Phys. Rev. E, Band 49, 1994, S. 3079
- mit F. Chiaruttini: Kapitza resistance at the liquid—solid interface, Molecular Physics, Band 101, 2003, S. 1605–1610
- mit L. Berthier: Nonequilibrium dynamics and fluctuation-dissipation relation in a sheared fluid, Journal of Chemical Physics, Band 116, 2002, S. 6228–6242
- mit W. Kob: Aging effects in a Lennard-Jones glass, Phys. Rev. Lett., Band 78, 1997, S. 4581